# 15 januari
15 januari is de 15de dag van het jaar in de gregoriaanse kalender. Hierna volgen nog 350 dagen (351 dagen in een schrikkeljaar) tot het einde van het jaar.

## Gebeurtenissen
- Algemeen
  - 69 - Keizer Galba wordt op het Forum Romanum door de pretoriaanse garde vermoord. De Senaat erkent Marcus Salvius Otho als zijn opvolger. Dit is het begin van de burgeroorlog in het vierkeizerjaar.
  - 1905 - Bij Loen, Noorwegen veroorzaakt een in een meer neerstortend rotsblok een tsunami. Er vallen 61 doden.
  - 1971 - Officiële opening van evenementenhal Rotterdam Ahoy door prins Claus.
  - 1977 - Op een parkeerplaats van Spånga-Tensta, een voorstad van Stockholm, stort een viermotorig vliegtuig van de Zweedse maatschappij Skyline neer. Bij het ongeluk komen de 19 passagiers en de driekoppige bemanning om het leven.
  - 1978 - Ted Bundy dringt 's nachts een studentenhuis in Tallahassee, Florida binnen en valt vier studentes aan, waarvan er twee de aanval niet overleven. In 1979 wordt hij op basis van forensisch bewijs in deze moordzaak ter dood veroordeeld.
  - 2009 - Een Airbus A320 van US Airways met vluchtnummer 1549 dreigt direct na het opstijgen te crashen in New York ten gevolge van een aanvaring met vogels in beide motoren. De piloot, Captain Chesley "Sully" Sullenberger landt in de Hudson, waardoor alle 155 inzittenden overleven en New York een ramp bespaard blijft.[1]
  - 2012 - Voor de Albanese kust zinkt de onder Sierra Leoonse vlag varende olietanker Edirne na brandstof te hebben gelost in de haven van Durrës. Twee bemanningsleden en de kapitein komen om het leven.
  - 2013 - Bij een dubbele aanslag op de universiteit van Aleppo (Syrië) vallen 82 doden en meer dan 160 gewonden.
  - 2023 - Een lijnvlucht van Yeti Airlines met 72 mensen aan boord, die onderweg was naar Pokhara International Airport, verongelukt vlak voor de landing in Pokhara in Nepal. Er zijn zeker 68 doden.[2]

- Economie
  - 1997 - Albert Heijn gaat bij honderden Shell-stations een kleine supermarkt inrichten.
  - 1997 - Philips sluit zijn Belgische winkelketen Super Club vanwege te hoge verliezen bij de winkels voor cd's, video's en computersoftware. Dat kost 540 werknemers hun baan.

- Kunst en cultuur
  - 1759 - Opening van het British Museum.

- Media
  - 1994 - De Amsterdamse wethouder Frank de Grave opent tijdens een bijeenkomst in De Balie in de stad Amsterdam "De Digitale Stad". Hij stuurt een e-mail aan de Amerikaanse vicepresident Al Gore, die echter door technische problemen niet aankomt.
  - 2001 - De Engelstalige Wikipedia gaat van start.
  - 2022 - Het populaire talentenjachtprogramma The voice of Holland wordt per direct stilgelegd vanwege beschuldigingen van seksueel wangedrag. Bandleider Jeroen Rietbergen geeft toe, jurylid Ali B ontkent.

- Oorlog
  - 1962 - De Slag bij Vlakke Hoek, waarbij de Nederlandse Marine voor het laatst een vijandig schip tot zinken bracht, in dit geval een Indonesisch.
  - 1999 - Servische ordetroepen vermoorden 45 burgers, onder wie twee vrouwen en een kind van twaalf jaar, in het Kosovaarse dorp Račak.

- Politiek
  - 1963 - Na met behulp van het leger een staatsgreep te hebben gepleegd, wordt oud-premier Nicolas Grunitzky geïnstalleerd als president van de republiek Togo.
  - 1976 - Hussein Onn wordt aangeduid als nieuwe eerste minister van Maleisië.
  - 1978 - In Ecuador wordt een nieuwe grondwet aangenomen waarin het kiesrecht voor iedereen is vastgelegd.
  - 1997 - Vakbondsacties in Zuid-Korea lopen uit op een massale vechtpartij met de politie.
  - 2012 - Op Kiribati wordt president Anote Tong herkozen met ruim 42 procent van de stemmen.
  - 2012 - Een dertigtal mensen in Boekarest raakt gewond bij rellen, als nieuwe manifestaties tegen president Traian Basescu van Roemenië uit de hand lopen.
  - 2016 - De spanning in Venezuela loopt verder op als president Nicolás Maduro de economische noodtoestand uitroept en besluit per decreet te regeren.
  - 2021 - Het Nederlandse Kabinet-Rutte III valt naar aanleiding van de kinderopvangtoeslagaffaire.

- Recreatie
  - 1975 - Space Mountain opent in het Disneyland Park (Anaheim)

- Sport
  - 1908 - Oprichting van de Italiaanse voetbalclub AS Bari.
  - 1909 - De (Koninklijke) Vereniging De Friesche Elf Steden wordt opgericht.
  - 1919 - Oprichting van de Tunesische voetbalclub Espérance Sportive de Tunis.
  - 1997 - De Schotse voetbalclub Aberdeen legt twaalf fans een levenslang stadionverbod op wegens oneerbiedig gedrag. Ze hadden gezongen op het moment dat een minuut stilte in acht werd genomen ter nagedachtenis van oud-international George Young.
  - 2006 - De Nederlandse darter Jelle Klaasen (21) wint als debutant het wereldkampioenschap Lakeside van 2006. Hij verslaat hierbij de Nederlandse darter Raymond van Barneveld met 7-5 in sets en is hiermee de jongste speler ooit die Lakeside wint.
  - 2012 - De Nederlandse darter Christian Kist wint het BDO-wereldkampioenschap van 2012 door de Britse darter Tony O'Shea in de finale met 7-5 te verslaan.
  - 2024 - Op het FIFA-gala wordt de Nederlandse Sarina Wiegman gekozen tot beste coach van een vrouwenteam en de Spanjaard Josep Guardiola als beste coach van een mannenteam. De Engelse Mary Earps is de beste doelvrouw van het jaar en de Braziliaan Ederson Moraes de beste doelman. De Spaanse Aitana Bonmatí is de beste speelster en de Argentijn Lionel Messi de beste speler.[3]

- Wetenschap en technologie
  - 2006 - Het ruimtevaartuig Stardust landt veilig in de Amerikaanse staat Utah nadat het tijdens zijn bijna 7 jaar durende missie losvliegende komeetdeeltjes uit de ruimte opving tijdens een ontmoeting met de komeet Wild 2.[4]
  - 2023 - Lancering met een Lange Mars 2D raket van China Aerospace Science Corporation (CASC) vanaf lanceerbasis Taiyuan LC-9 van de 6 x Jilin-1, Qilu-2/3 and others missie met 6 aardobservatiesatellieten voor de Jilin-1 constellatie en twee optische aardobservatiesatellieten voor een Chinees onderzoeksinstituut.[5]
  - 2023 - Lancering van een Falcon Heavy raket van SpaceX vanaf Kennedy Space Center Lanceercomplex 39 voor de USSF-67 missie met Continuous Broadcast Augmenting SATCOM 2 (CBAS-2), een militaire communicatiesatelliet voor de USSF en Long Duration Propulsive ESPA-3A (LDPE-3A) dat 5 technologische demonstratieobjecten bevat voor de USSF.[6][7]
  - 2024 - Lancering van een Falcon 9 raket van SpaceX vanaf Kennedy Space Center Lanceercomplex 40 voor de Starlink group 6-37 missie met 23 Starlink satellieten. Het is de 300e succesvolle lancering uitgevoerd door SpaceX.[8][9]

## Geboren

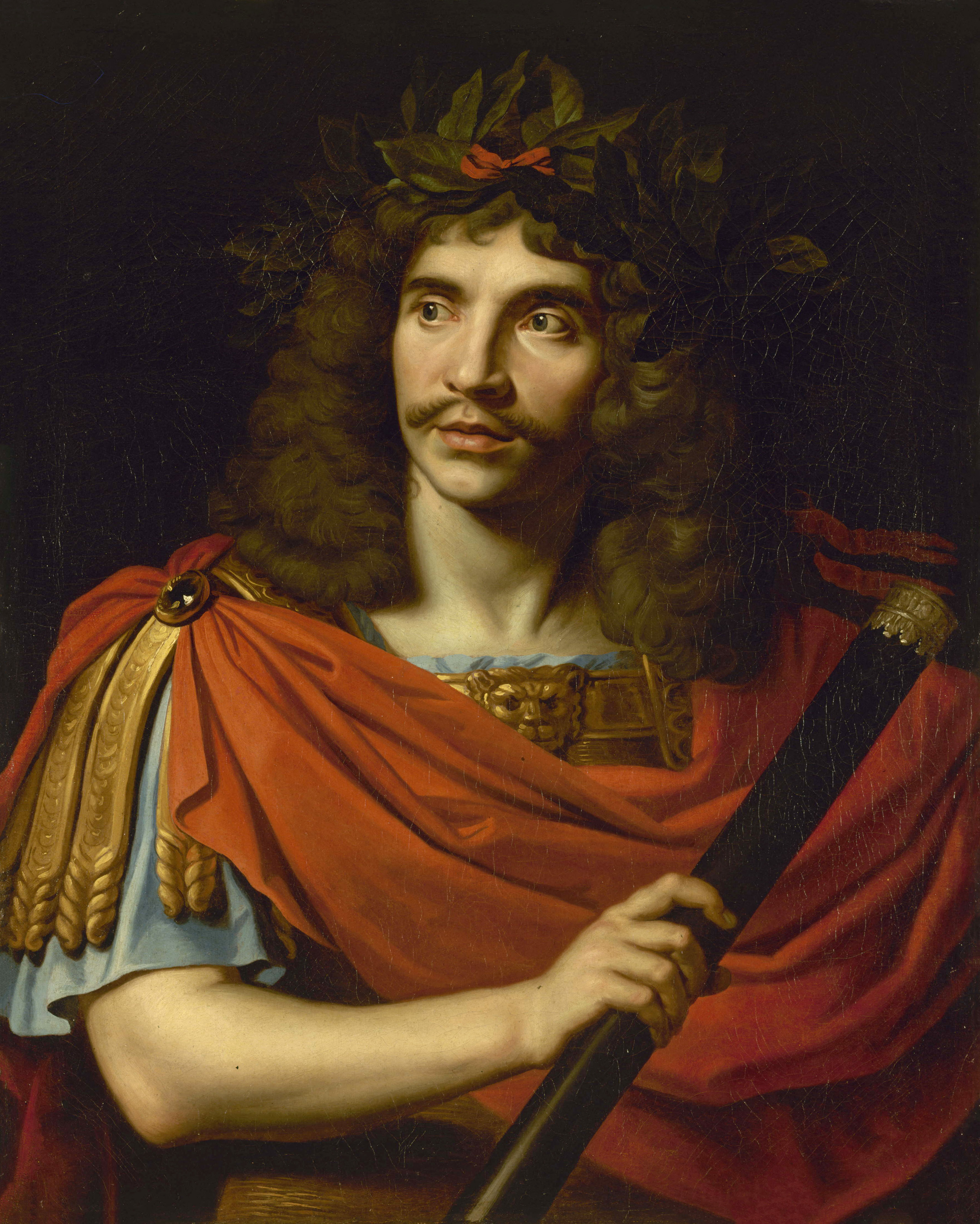
Molière,
geboren in 1622

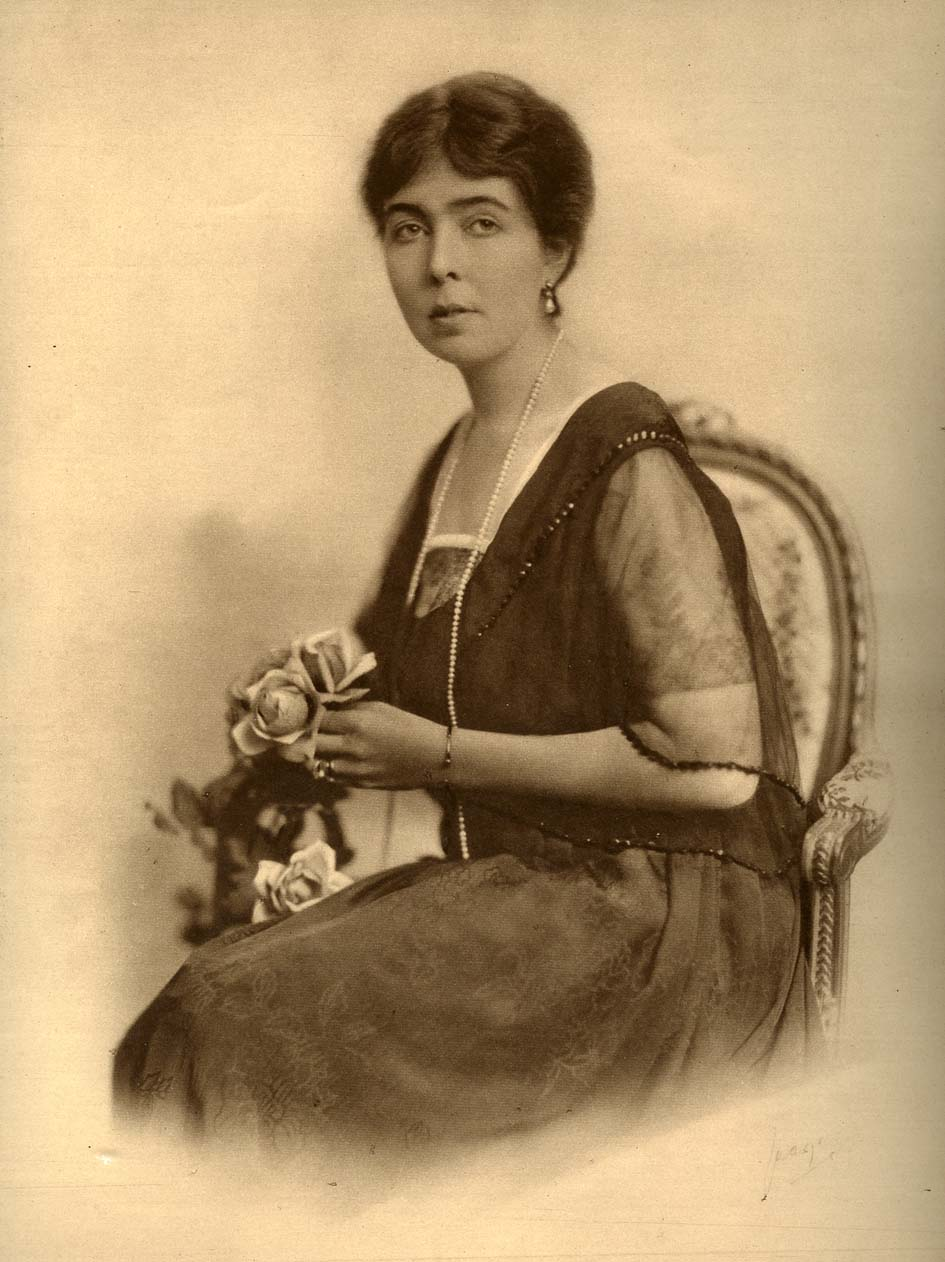
Margaretha van Connaught,
geboren in 1882

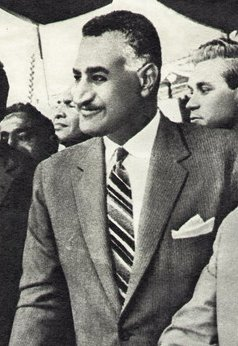
Gamal Abdel Nasser,
geboren in 1918

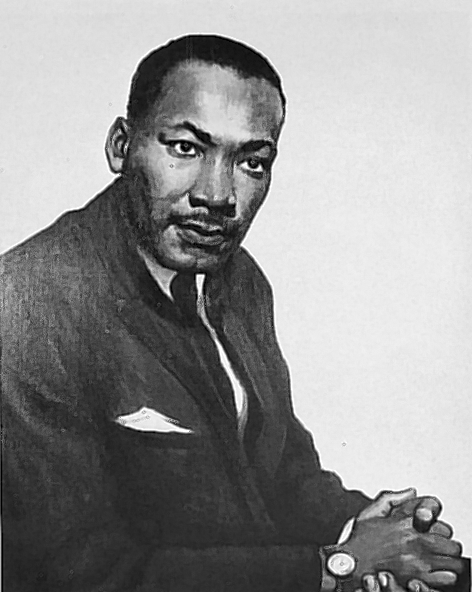
Martin Luther King,
geboren in 1929

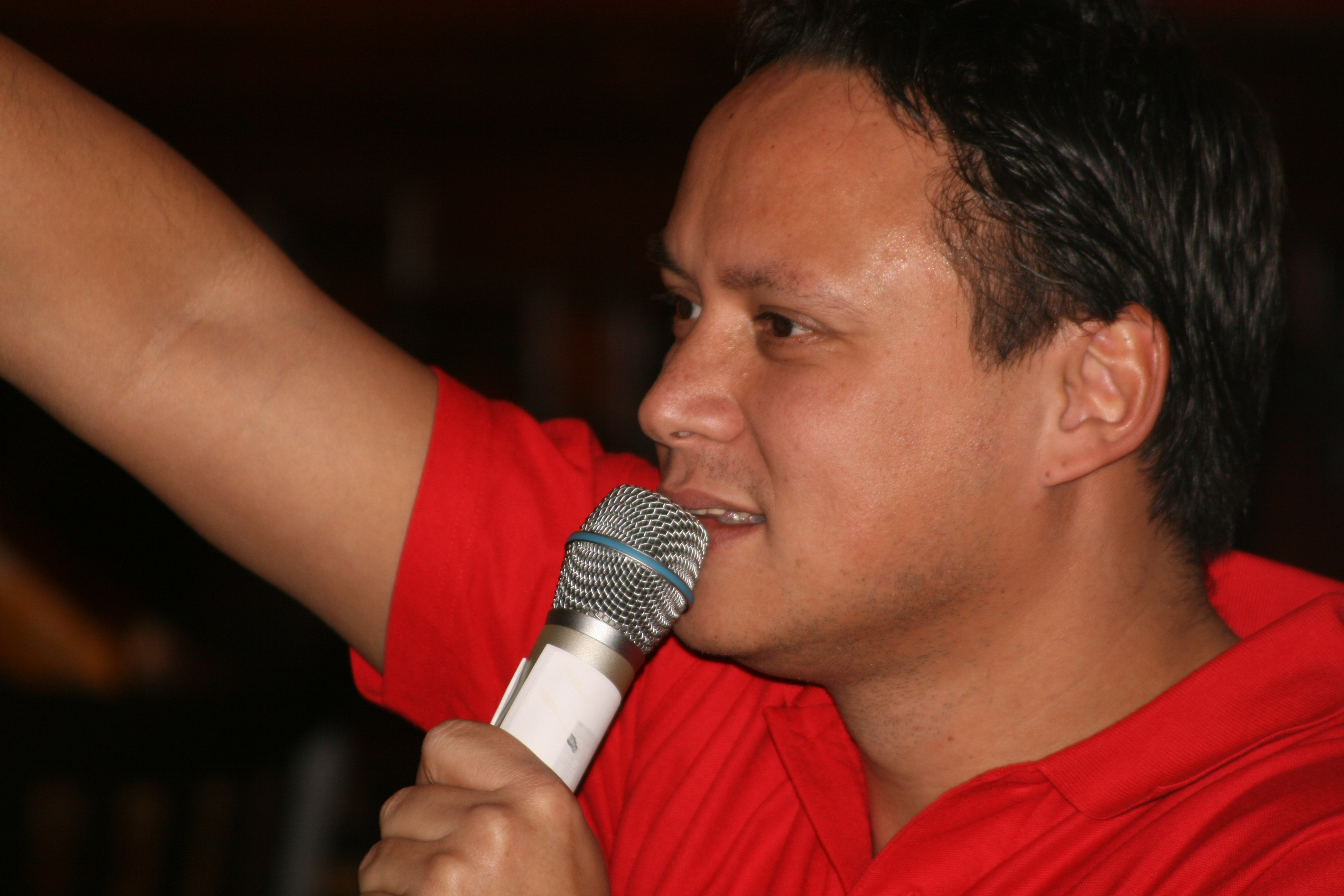
Harold Verwoert,
geboren in 1968

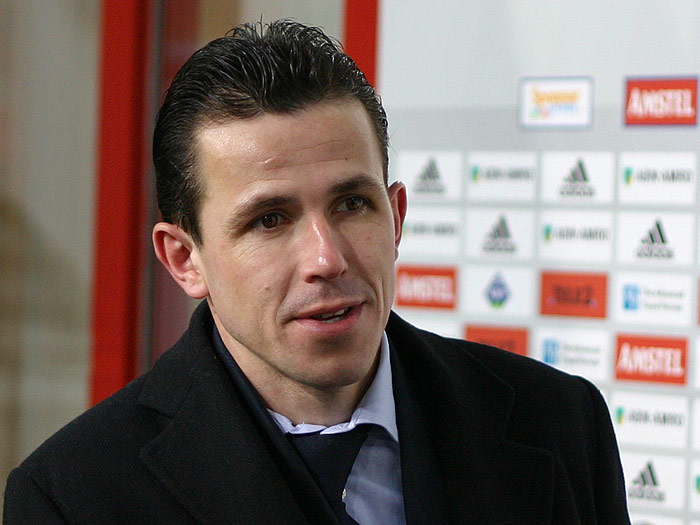
Tomáš Galásek,
geboren in 1973

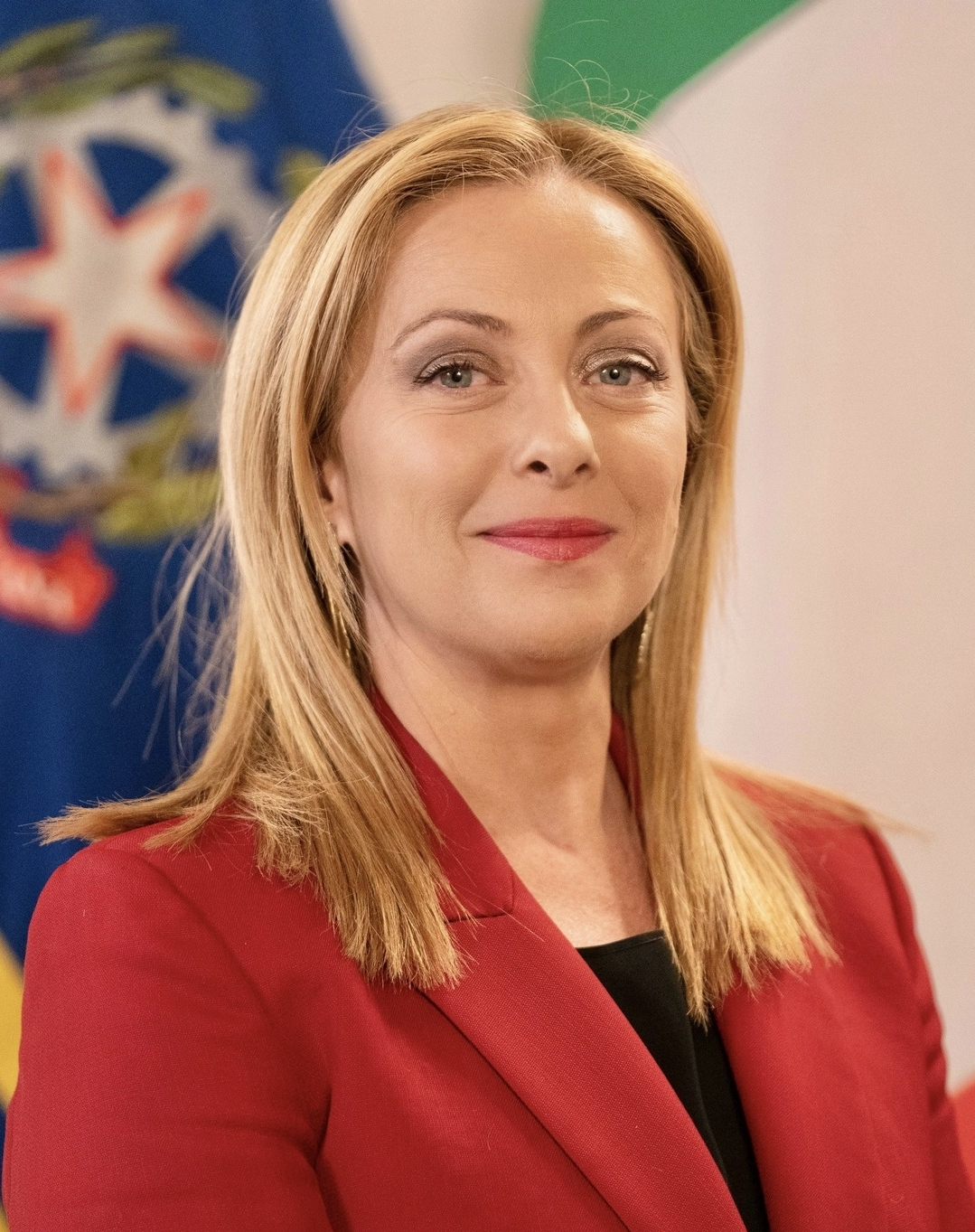
Giorgia Meloni,
geboren in 1977

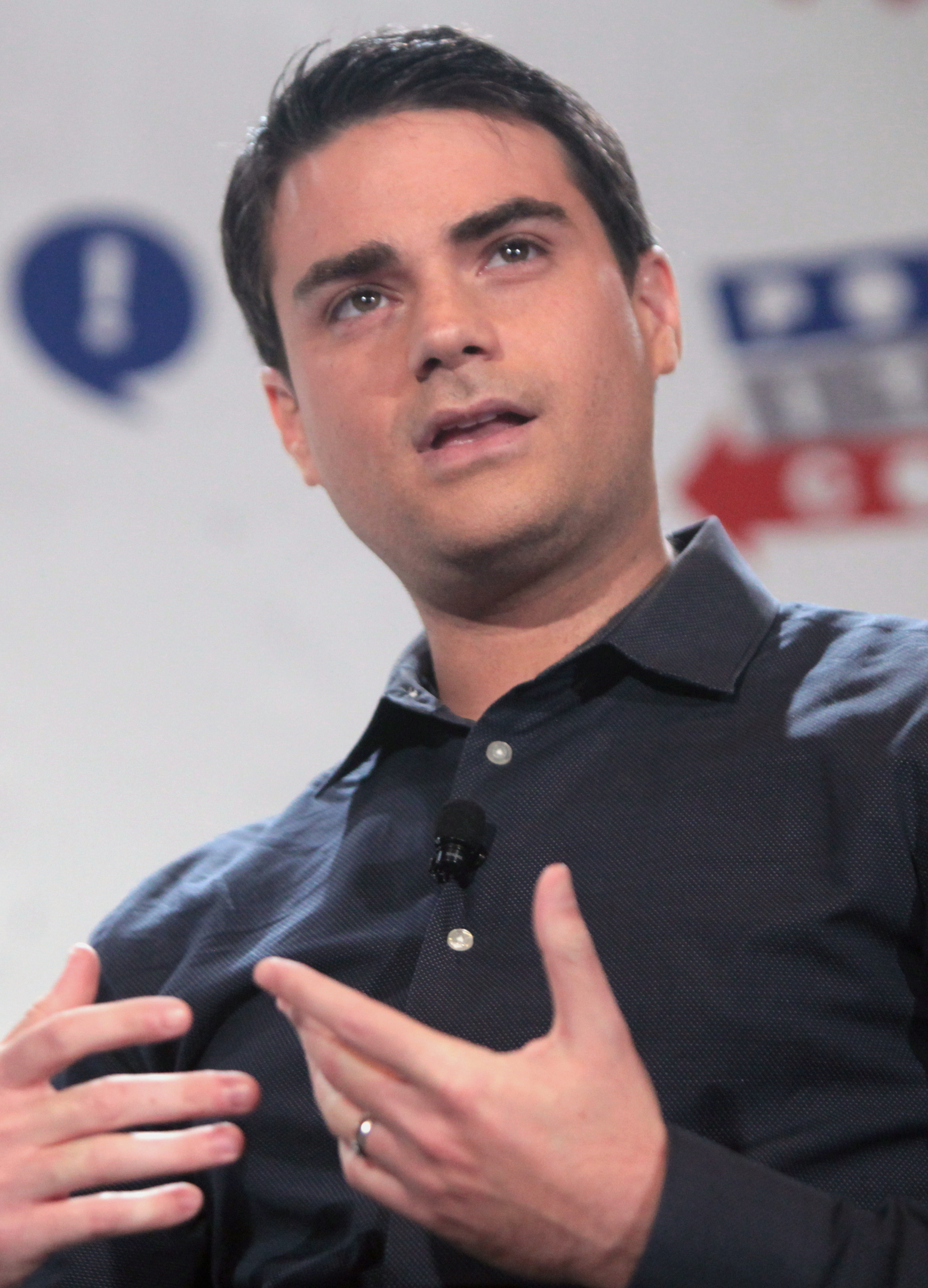
Ben Shapiro,
geboren in 1984

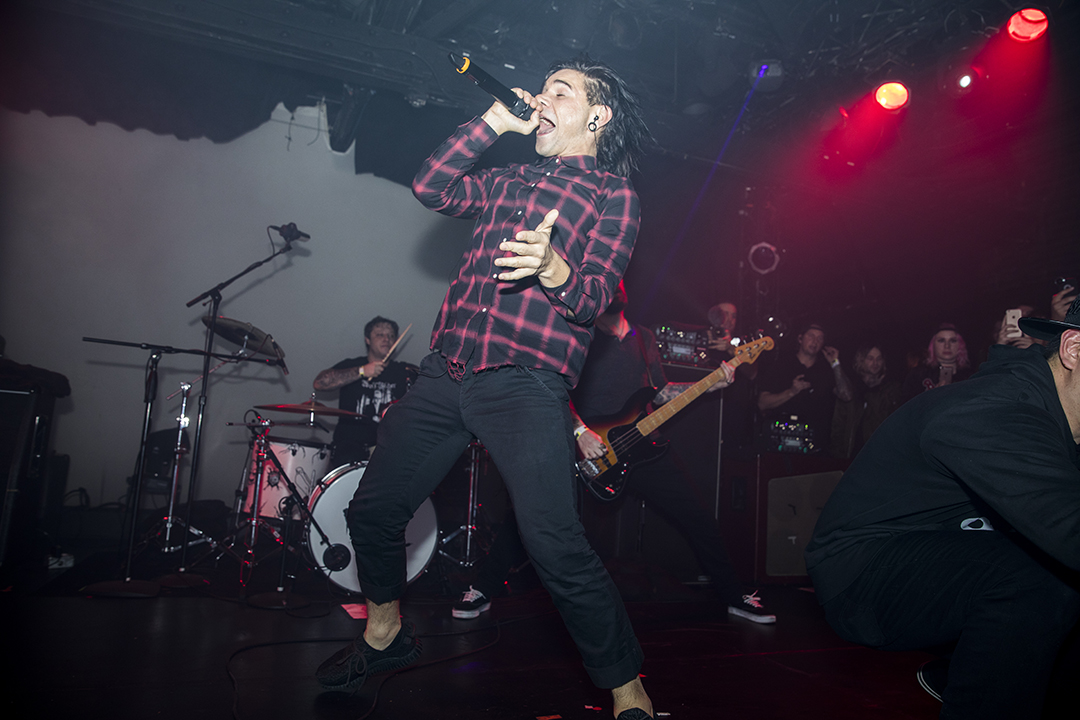
Skrillex,
geboren in 1988

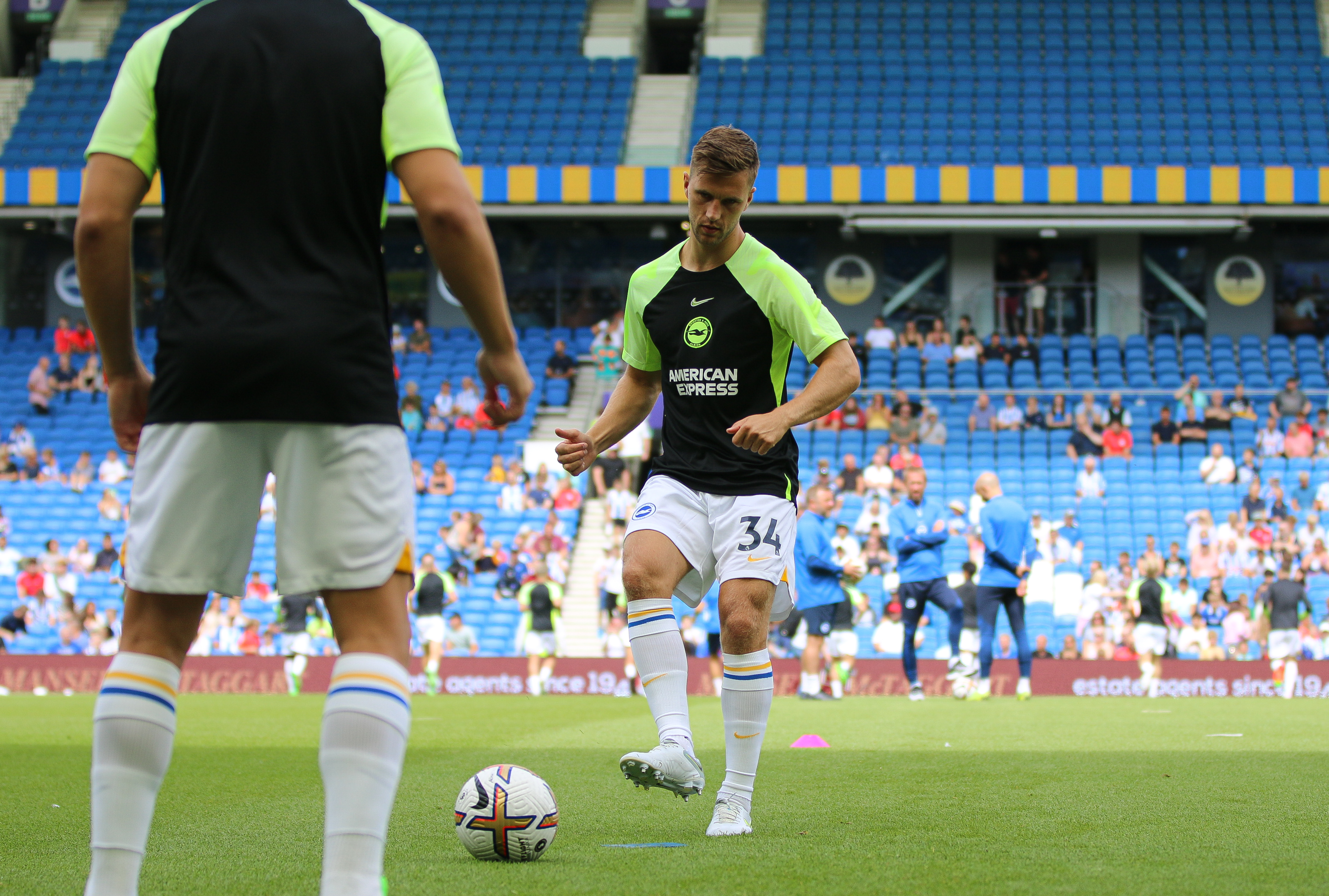
Joël Veltman,
geboren in 1992

- 1622 - Molière (Jean-Baptiste Poquelin), Frans dramaturg en toneelschrijver (overleden 1673)
- 1754 - Jacques Pierre Brissot, Frans journalist en politicus (overleden 1793)
- 1791 - Franz Grillparzer, Oostenrijks toneelschrijver (overleden 1872)
- 1795 - Willem de Clercq, Nederlands dichter (overleden 1844)
- 1840 - Jacob Nicolaas van Hall, Nederlands schrijver (overleden 1918)
- 1842 - Josef Breuer, Oostenrijks psycholoog (overleden 1925)
- 1842 - Paul Lafargue, Frans journalist, literatuurcriticus, essayist, publicist en politicus (overleden 1911)
- 1850 - Sofja Kovalevskaja, Russisch wiskundige (overleden 1891)
- 1859 - Nathaniel Lord Britton, Amerikaans botanicus (overleden 1934)
- 1875 - Thomas Burke, Amerikaans atleet (overleden 1929)
- 1882 - Margaretha van Connaught, eerste echtgenote van de Zweedse koning Gustaaf VI Adolf (overleden 1920)
- 1885 - Lorenz Böhler, Oostenrijks chirurg (overleden 1973)
- 1893 - Frederik August George van Saksen, laatste kroonprins van Saksen (overleden 1943)
- 1894 - Henk Steeman, Nederlands voetballer (overleden 1979)
- 1895 - Artturi Ilmari Virtanen, Fins biochemicus (overleden 1973)
- 1905 - Rowland George, Brits roeier (overleden 1997)
- 1905 - Gerard Loncke, Belgisch wielrenner (overleden 1979)
- 1906 - Aristoteles Onassis, Grieks reder (overleden 1975)
- 1907 - Janusz Kusociński, Pools atleet (overleden 1940)
- 1908 - Edward Teller, Amerikaans wetenschapper (overleden 2003)
- 1910 - Stephen Gilbert, Brits kunstschilder en beeldhouwer (overleden 2007)
- 1911 - August Blumensaat, Duits atleet (overleden 1989)
- 1911 - Wim Kan, Nederlands cabaretier (overleden 1983)
- 1912 - Horace Lindrum, Australisch snookerspeler en biljarter (overleden 1974)
- 1913 - Eugène Brands, Nederlands kunstschilder (overleden 2002)
- 1913 - Lloyd Bridges, Amerikaans acteur (overleden 1998)
- 1914 - Leo Van Paemel, Belgisch kunstschilder (overleden 1995)
- 1915 - Mimi Reinhardt, Oostenrijks secretaris en overlevende van de Holocaust (overleden 2022)
- 1916 - Heleen Pimentel, Nederlands actrice (overleden 2008)
- 1916 - Henri Frans de Ziel (Trefossa), Surinaams dichter (overleden 1975)
- 1918 - Vicente de la Mata, Argentijns voetballer (overleden 1980)
- 1918 - Gamal Abdel Nasser, tweede president van Egypte (overleden 1970)
- 1919 - George Cadle Price, Belizaans politicus (overleden 2011)
- 1920 - Anton Malatinský, Tsjecho-Slowaaks voetballer en voetbalcoach (overleden 1992)
- 1920 - John Joseph O'Connor, Amerikaans kardinaal-aartsbisschop van New York (overleden 2000)
- 1921 - Cliff Barker, Amerikaans basketballer (overleden 1998)
- 1921 - Frank Thornton, Brits acteur (overleden 2013)
- 1921 - Leen Timp, Nederlands televisieregisseur (overleden 2013)
- 1922 - Paul Marcinkus, Amerikaans aartsbisschop en bankier (overleden 2006)
- 1923 - Lee Teng-hui, Taiwanees politicus en president (overleden 2020)
- 1924 - Georg Ratzinger, Duits priester en kerkmusicus (overleden 2020)
- 1925 - Ernst Benda, Duits minister (overleden 2009)
- 1926 - Bruce Cowan, Australisch politicus (overleden 2011)
- 1928 - Vladimir Iljin, Sovjet voetballer en trainer (overleden 2009)
- 1929 - Martin Luther King, Amerikaans dominee, burgerrechtenactivist en misdaadslachtoffer (overleden 1968)
- 1930 - André Auquier, Belgisch wielrenner (overleden 2020)
- 1931 - Jean Bock, Belgisch politicus (overleden 2022)
- 1932 - Carel Jan Schneider, Nederlands schrijver (overleden 2011)
- 1932 - Dean Smith, Amerikaans atleet (overleden 2023)
- 1933 - Stéphane Steeman, Belgisch humorist (overleden 2015)
- 1934 - Mário de Araújo Cabral, Portugees autocoureur (overleden 2020)
- 1935 - Robert Silverberg, Amerikaans sf-auteur
- 1941 - Captain Beefheart (Don Van Vliet), Amerikaans muzikant en schilder (overleden 2010)
- 1942 - Mario Uva, Nederlands chef-kok (overleden 2013)
- 1942 - Barbara Tarbuck, Amerikaans actrice (overleden 2016)
- 1943 - Margaret Beckett, Brits politica
- 1943 - Guido Terryn, Belgisch roeicoach (overleden 2015)
- 1944 - Alfredo Liongoren, Filipijns kunstenaar
- 1945 - Gjalt Blaauw, Nederlands kunstenaar
- 1945 - Hans Haas, Nederlands burgemeester (overleden 2021)
- 1945 - Marie Christine von Reibnitz, echtgenote van prins Michael van Kent
- 1946 - Gerard Kuster, Nederlands acteur (overleden 2009)
- 1946 - Arie Meerburg, Nederlands politicus (overleden 2021)
- 1947 - Ad van Baal, Nederlands luitenant-generaal
- 1947 - Michael Schanze, Duits schlagerzanger en presentator
- 1948 - Wolfgang Gunkel, Oost-Duits roeier (overleden 2020)
- 1948 - Ronnie Van Zant, Amerikaans rockzanger en bandleider (overleden 1977)
- 1949 - Tsjêbbe Hettinga, Fries dichter (overleden 2013)
- 1949 - Willibrord van Beek, Nederlands politicus
- 1950 - Hans Böhm, Nederlands schaker, schrijver en televisiepresentator
- 1950 - Carlo Giovanardi, Italiaans politicus
- 1950 - Tsui Hark, Chinees regisseur
- 1950 - Marius Trésor, Frans-Guadeloupees voetballer
- 1951 - Peter Collins, Brits muziekproducent
- 1952 - George Boeree, Nederlands-Amerikaans psycholoog en hoogleraar (overleden 2021)
- 1953 - Nico Jansen, Nederlands voetballer
- 1953 - Dave Kennedy, Iers autocoureur
- 1954 - Håkan Carlqvist, Zweeds motorcrosser (overleden 2017)
- 1954 - Sjoerd Pleijsier, Nederlands acteur
- 1954 - Markus Tanner, Zwitsers voetballer
- 1955 - Viviane De Pré, Belgisch atlete
- 1955 - Alberto Fernández, Spaans wielrenner (overleden 1984)
- 1955 - Kyriacos Mavronicholas, Cypriotisch Europarlementariër
- 1956 - Rudy Colman, Belgisch wielrenner
- 1957 - Wiebe Buddingh', Nederlands vertaler van Engelse boeken
- 1957 - Patrick Van Gompel, Belgisch journalist
- 1958 - Jules Bocandé, Senegalees voetballer (overleden 2012)
- 1959 - Luc Govaerts, Belgisch wielrenner
- 1959 - Pete Trewavas, Engels muzikant (Marillion, Transatlantic)
- 1960 - Bob Taylor, Schots darter
- 1961 - Jet Bussemaker, Nederlands politica en hoogleraar
- 1962 - Horst Lichter, Duits kok
- 1963 - Alek Wojtkiewicz, Amerikaans schaker
- 1964 - Karin de Lange, Nederlands atlete
- 1964 - Wes Madiko, Kameroens zanger (overleden 2021)
- 1965 - Maurizio Fondriest, Italiaans wielrenner
- 1965 - Francis Hoenselaar, Nederlands dartster
- 1965 - Adam Jones, Amerikaans gitarist
- 1966 - Kimmo Tarkkio, Fins voetballer
- 1967 - Peter Van De Velde, Belgisch acteur
- 1968 - Chad Lowe, Amerikaans acteur
- 1968 - Iñaki Urdangarin, Spaans hertog van Palma de Mallorca
- 1968 - Harold Verwoert, Nederlands acteur, presentator en popmuzikant
- 1969 - Simon Crafar, Nieuw-Zeelands motorcoureur
- 1969 - Rob van Dijk, Nederlands voetballer
- 1969 - Marcel Keizer, Nederlands voetballer en voetbaltrainer
- 1970 - Elroy Kromheer, Nederlands voetballer
- 1970 - Raúl Otero, Uruguayaans voetballer
- 1970 - Odalis Revé, Cubaans judoka
- 1971 - Regina King, Amerikaans actrice
- 1972 - Kobe Tai, Taiwanees-Japans pornoactrice
- 1972 - Stefaan Tanghe, Belgisch voetballer
- 1973 - Vladislav Bezborodov, Russisch voetbalscheidsrechter
- 1973 - Tomáš Galásek, Tsjechisch voetballer
- 1973 - Emily Levan, Amerikaans atlete
- 1973 - Melanie Moreels, Belgisch atlete
- 1973 - Sophie Zubiolo, Belgisch atlete
- 1974 - Matías Brain, Chileens triatleet
- 1974 - Ana Dias, Portugees atlete
- 1974 - Adam Ledwoń, Pools-Duits voetballer (overleden 2008)
- 1974 - Cao Qi, Chinees atlete
- 1975 - Jan Dulles, Nederlands zanger
- 1975 - Mary Pierce, Frans tennisster
- 1975 - David Willemsens, Belgisch veldrijder
- 1976 - Rodrigo Fabri, Braziliaans voetballer
- 1976 - Andreas Klier, Duits wielrenner
- 1976 - Iryna Lisjtsjynska, Oekraïens atlete
- 1976 - Florentin Petre, Roemeens voetballer
- 1977 - Diana El Jeiroudi, Syrisch filmregisseuse en -producente
- 1977 - Giorgia Meloni, Italiaans politica en premier
- 1977 - Marja Vis, Nederlands schaatsster
- 1978 - Franco Pellizotti, Italiaans wielrenner
- 1979 - Jonas Ljungblad, Zweeds wielrenner
- 1979 - Stuart Manley, Welsh golfer
- 1979 - Martin Petrov, Bulgaars voetballer
- 1979 - Anthony Šerić, Kroatisch voetballer
- 1981 - Dylan Armstrong, Canadees atleet
- 1981 - Angela Brodtka, Duits wielrenster
- 1981 - El Hadji Diouf, Senegalees voetballer
- 1981 - Pitbull, Cubaans-Amerikaans rapper
- 1982 - Benjamin Agosto, Amerikaans kunstschaatser
- 1982 - Sun Ji, Chinees voetballer
- 1982 - Sun Xiang, Chinees voetballer
- 1983 - Kim Dillen, Nederlands atlete
- 1983 - Robertas Valikonis, Litouws voetbalscheidsrechter
- 1983 - Hugo Viana, Portugees voetballer
- 1984 - Megan Jendrick, Amerikaans zwemster
- 1984 - David Ririhena, Nederlands voetballer
- 1984 - Ben Shapiro, Amerikaans politiek commentator
- 1984 - Jan Werle, Nederlands schaker
- 1985 - René Adler, Duits voetbaldoelman
- 1985 - Rachid Farssi, Marokkaans-Belgisch voetballer
- 1986 - Maria Abakoemova, Russisch atlete
- 1986 - Kevin Sissing, Nederlands voetballer
- 1987 - Luuk te Boekhorst, Nederlands voetballer
- 1988 - Daniel Caligiuri, Italiaans-Duits voetballer
- 1988 - Skrillex, Amerikaans producer
- 1988 - Róbert Gavenda, Slowaaks veldrijder
- 1989 - Martin Dúbravka, Slowaaks voetballer
- 1989 - Emmanuel Mas, Argentijns voetballer
- 1990 - Jente Bouckaert, Belgisch atleet
- 1990 - Fernando Forestieri, Italiaans-Argentijns voetballer
- 1991 - Marcelo Chierighini, Braziliaans zwemmer
- 1991 - Merindah Dingjan, Australisch zwemster
- 1991 - Danny Hoesen, Nederlands-Marokkaans voetballer
- 1999 - Nicolai Jørgensen, Deens voetballer
- 1991 - Darja Klisjina, Russisch atlete
- 1991 - Roberto Tamburini, Italiaans motorcoureur
- 1992 - John Bostock, Engels voetballer
- 1992 - Rasmus Falk, Deens voetballer
- 1992 - Marcin Kamiński, Pools voetballer
- 1992 - Joshua King, Noors voetballer
- 1992 - Stef Vanhaeren, Belgisch atleet
- 1992 - Joël Veltman, Nederlands voetballer
- 1993 - Ben Gibson, Engels voetballer
- 1993 - Daler Koezjajev, Russisch voetballer
- 1993 - Wil Trapp, Amerikaans-Grieks voetballer
- 1994 - Jordy Croux, Belgisch voetballer
- 1994 - Eric Dier, Engels-Portugees voetballer
- 1994 - Erick Pulgar, Chileens voetballer
- 1995 - Daoud Bousbiba, Nederlands-Marokkaans voetballer
- 1995 - Andrew Hjulsager, Deens voetballer
- 1996 - Jake Dixon, Brits motorcoureur
- 1996 - Romano Fenati, Italiaans motorcoureur
- 1996 - Rick Ketting, Nederlands voetballer
- 1996 - Sulayman Marreh, Gambiaans voetballer
- 1996 - Katharina Truppe, Oostenrijks alpineskiester
- 1997 - Michael Breij, Nederlands voetballer
- 1997 - Caitlin Wood, Australisch autocoureur
- 1998 - Niklas Dorsch, Duits voetballer
- 1998 - Ben Godfrey, Engels-Jamaicaans voetballer
- 1998 - Chloe Kelly, Engels voetbalster
- 1998 - Tim Lambrecht, Belgisch basketballer
- 1999 - Kevin Álvarez, Mexicaans voetballer
- 1999 - Lance Duijvestijn, Nederlands voetballer
- 1999 - Selina Ostermeier, Duits voetbalster
- 2001 - Bandiougou Fadiga, Frans-Milanees voetballer
- 2002 - Oussama Alou, Nederlands-Marokkaans voetballer
- 2002 - Aya Courouble, Belgisch gymnaste
- 2002 - Jannes Van Hecke, Belgisch voetballer
- 2003 - Aleksander Buksa, Pools voetballer
- 2003 - Akari Takeshige, Japans voetbalster
- 2004 - Roberto Faria, Braziliaans autocoureur
- 2004 - Grace VanderWaal, Amerikaans zangeres
- 2005 - Oscar Chamberlain, Australisch wielrenner

## Overleden

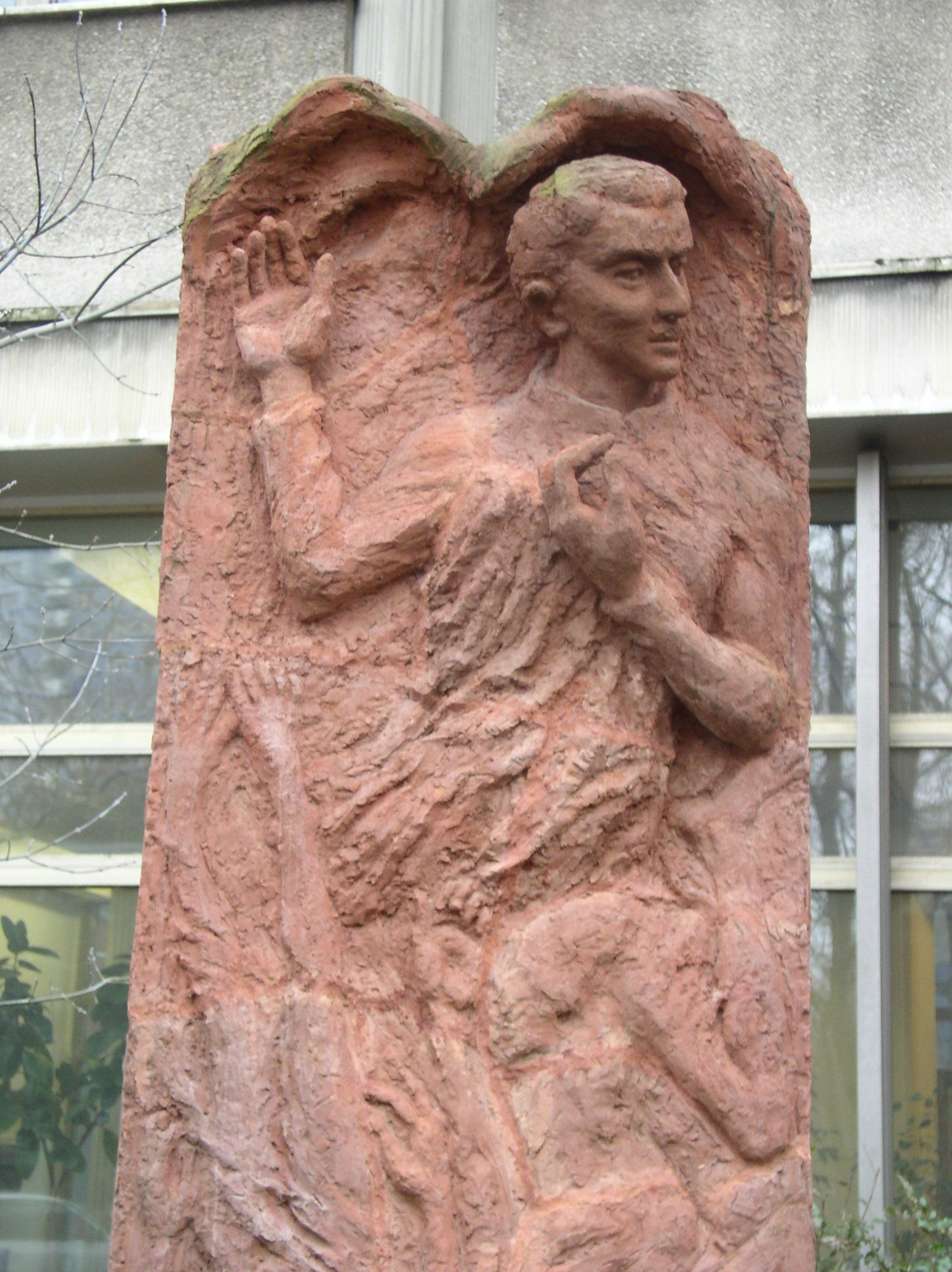
Karl Liebknecht,
overleden in 1919

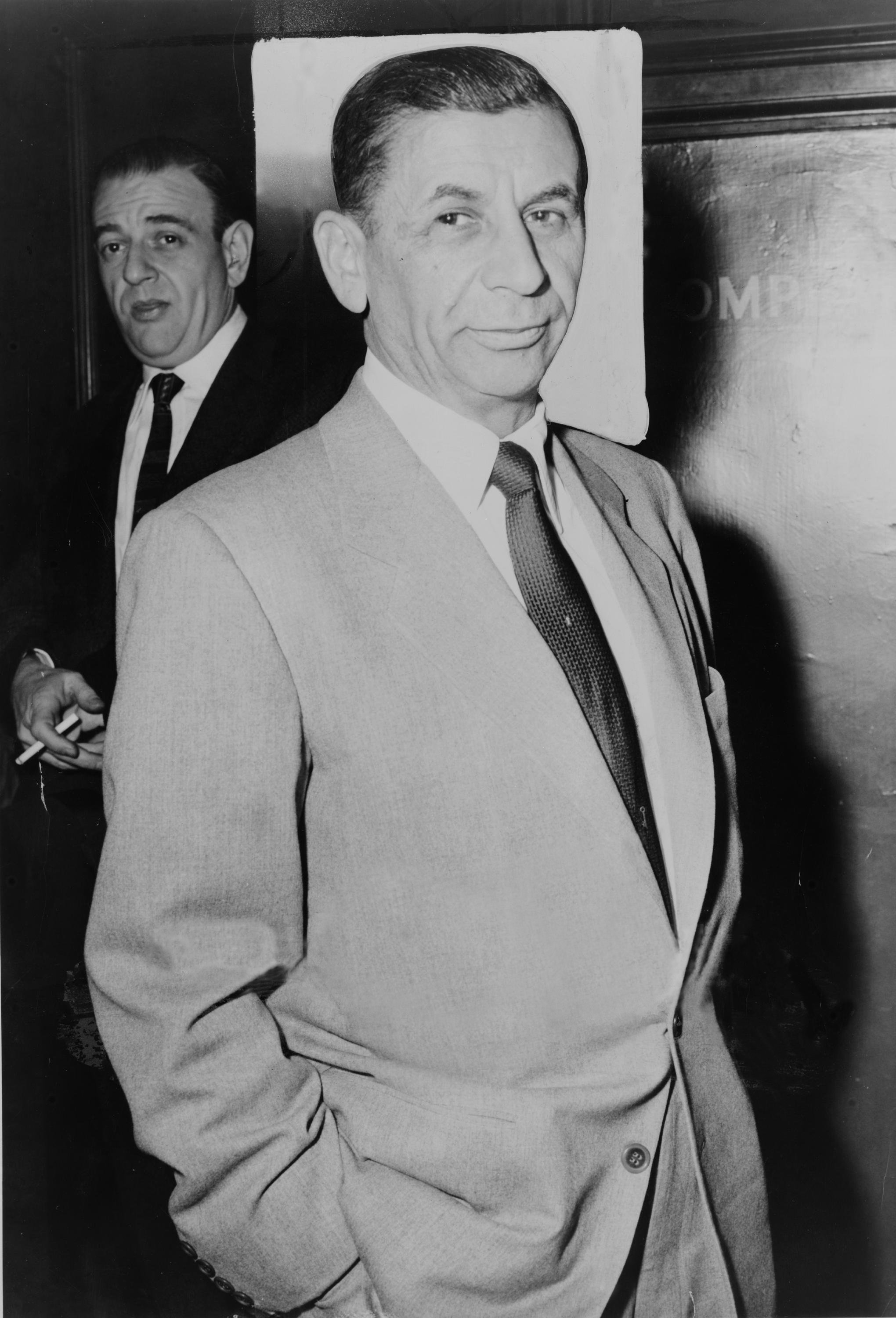
Meyer Lansky,
overleden in 1983

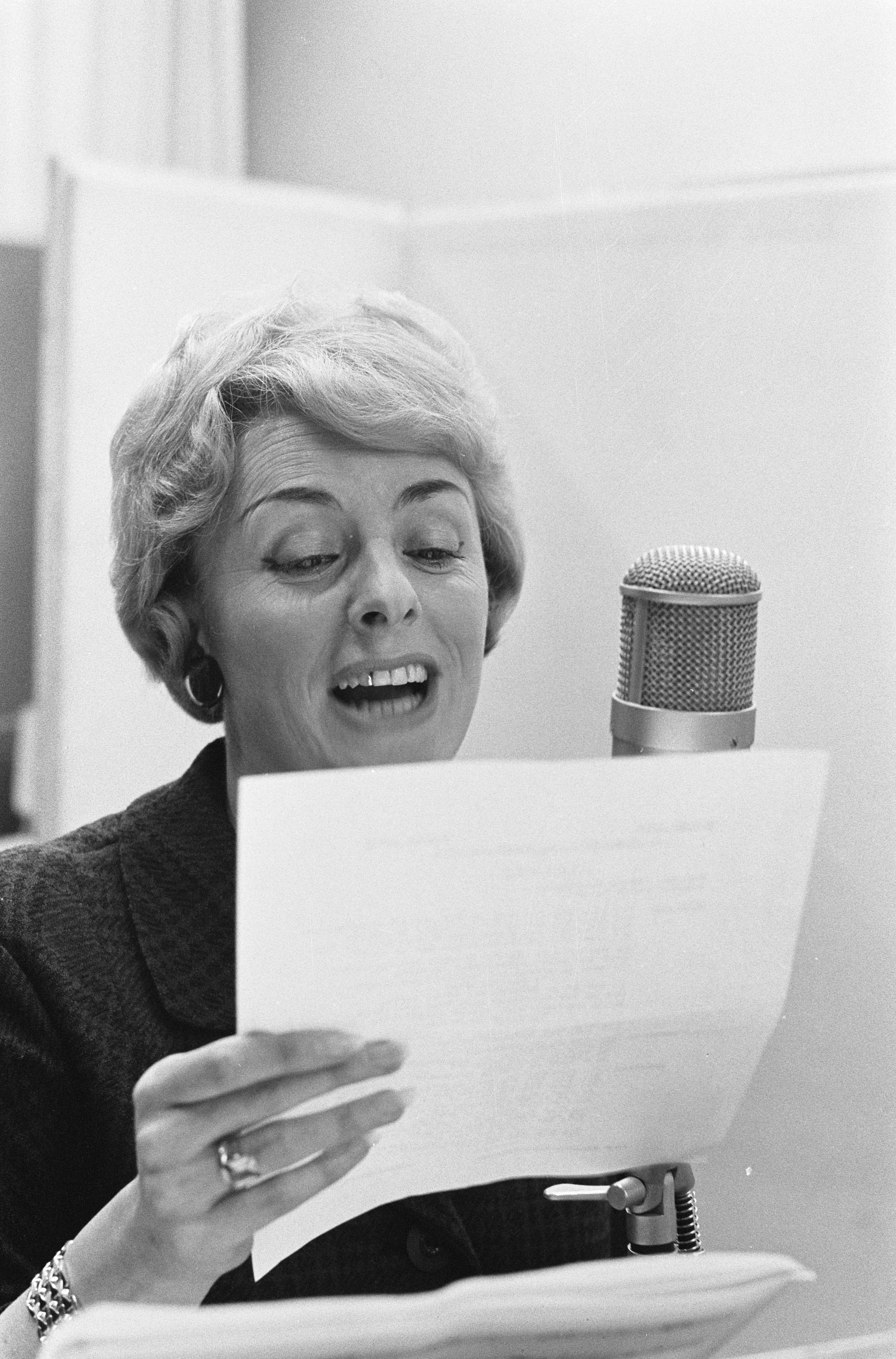
Annie Palmen,
overleden in 2000

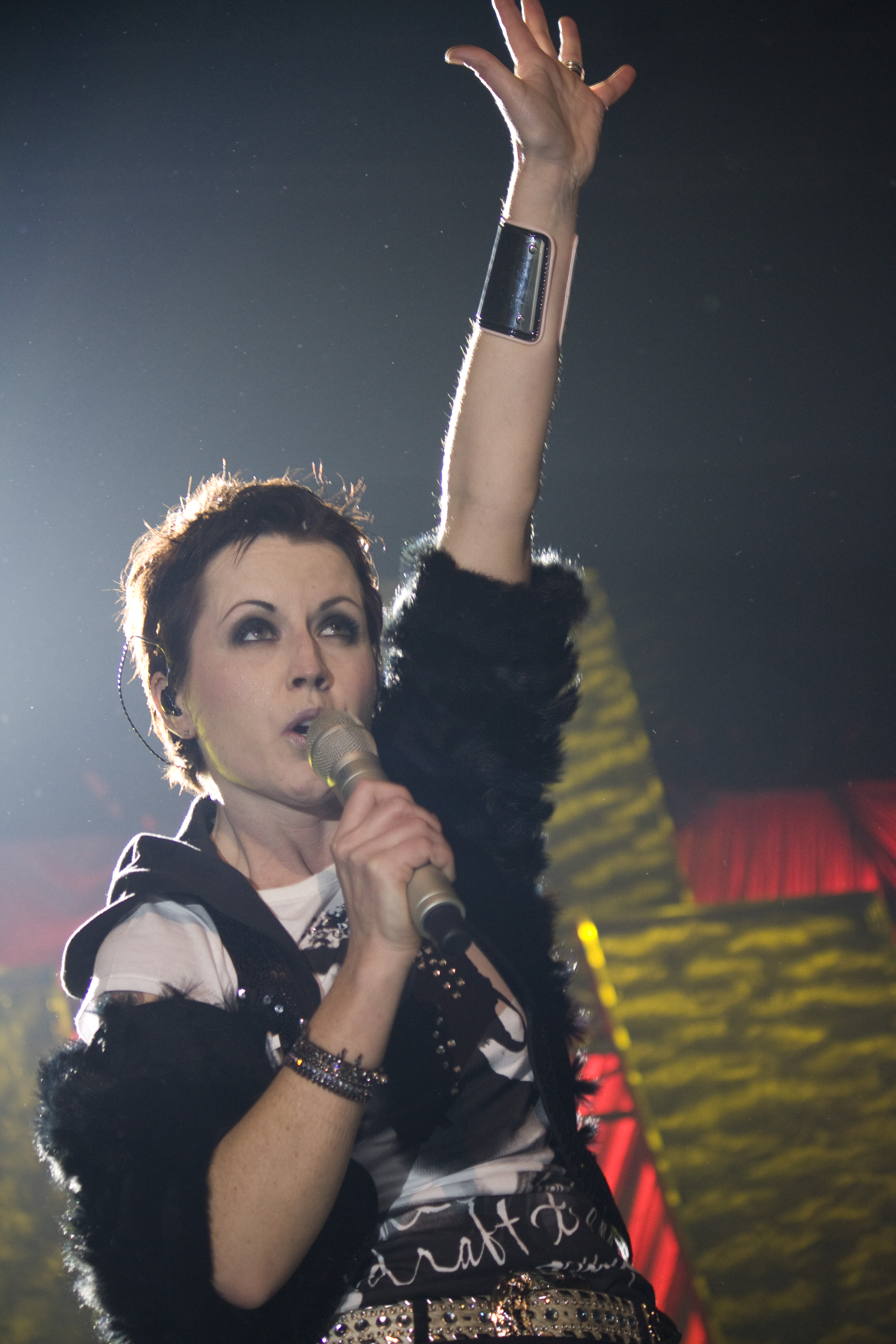
Dolores O'Riordan,
overleden in 2018

- 69 - Servius Sulpicius Galba (72), keizer van het Romeinse Keizerrijk
- 1623 - Leonardus Lessius (68), invloedrijkste jezuïet uit de Zuidelijke Nederlanden
- 1705 - Walraad van Nassau-Ottweiler (48), gouverneur van Nijmegen
- 1737 - Giuseppe Renato Imperiali (77), Italiaans kardinaal
- 1778 - Claude Louis de Saint-Germain (70), Frans generaal en Minister van Oorlog
- 1819 - Johann Jakob Roemer (56), Zwitsers arts, botanicus, en entomoloog
- 1893 - Fanny Kemble (83), Brits schrijfster, actrice en abolitionist
- 1895 - Charlotte Guest (82), Engels vertaalster
- 1896 - Mathew Brady (73), Amerikaans fotograaf
- 1903 - Lucido Parocchi (69), Italiaans kardinaal
- 1909 - Arnold Janssen (71), Duits priester en heilige
- 1916 - Modest Tsjaikovski (65), Russisch dramaturg
- 1919 - Karl Liebknecht (47), Duits politicus en marxistisch revolutionair
- 1919 - Rosa Luxemburg (47), Duits marxistisch revolutionair
- 1944 - Georg Köhl (33), Duits voetballer
- 1945 - Pedro Abad Santos (68), Filipijns arbeidersleider en afgevaardigde
- 1950 - Henry Arnold (63), Amerikaans piloot
- 1951 - Fritz Balogh (30), Duits voetballer
- 1968 - Hein ter Poorten (80), Nederlands militair
- 1981 - Graham Whitehead (58), Brits autocoureur
- 1983 - Charles Eley (80), Brits roeier
- 1983 - Theo de Graaf (70), Nederlands politicus
- 1983 - Meyer Lansky (80), Amerikaans maffioso
- 1986 - Knut Brynildsen (68), Noors voetballer
- 1986 - Alfred Bestall (93), Brits illustrator en schrijver
- 1988 - R.L. Jankie (54), Surinaams politicus
- 1989 - Ernst Neger (80), Duits carnavals- en schlagerzanger
- 1990 - Gordon Jackson (66), Schots acteur
- 1994 - Gabriel-Marie Garrone (92), Frans curiekardinaal
- 1994 - Harry Nilsson (52), Amerikaans zanger/songwriter
- 1995 - Jef Bruyninckx (76), Belgisch acteur en regisseur
- 1996 - Hein Roethof (74), Nederlands ambtenaar, humanist, journalist en politicus
- 1998 - Duncan McNaughton (87), Canadees atleet
- 1998 - Boris Tatoesjin (64), Sovjet voetballer en trainer
- 1999 - John Baker Saunders (44), Amerikaans rockmuzikant
- 2000 - Annie Palmen (73), Nederlands zangeres
- 2000 - Željko Ražnatović (47), Servisch nationalist
- 2001 - Alex Blignaut (68), Zuid-Afrikaans autocoureur
- 2002 - Eugène Brands (89), Nederlands kunstschilder
- 2002 - Jean Dockx (60), Belgisch voetballer en trainer
- 2003 - Jeanette Campbell (86), Argentijns zwemster
- 2004 - André Barrais (83), Frans basketballer
- 2005 - Victoria de los Ángeles (81), Spaans operazangeres
- 2005 - Elizabeth Janeway (91), Amerikaans schrijfster, critica en feministe
- 2005 - Fred Julsing (62), Nederlands cartoonist
- 2005 - Henk Molleman (69), Nederlands politicus en ambtenaar
- 2006 - Jaber al-Ahmad al-Jaber al-Sabah (78), Emir van Koeweit
- 2007 - Awad al-Bandar (61), Iraaks opperrechter
- 2007 - Pura Santillan-Castrence (101), Filipijns schrijfster en diplomate
- 2007 - Barzan Ibrahim al-Tikriti (55), voormalig hoofd van de Iraakse geheime dienst
- 2007 - Ernst van Eeghen (86), Nederlands zakenman en diplomaat
- 2007 - Aart Koopmans (60), Nederlands organisator van de Alternatieve Elfstedentocht
- 2007 - André Ramseyer (92), Zwitsers beeldhouwer
- 2008 - Carel Kneulman (92), Nederlands beeldhouwer
- 2008 - Brad Renfro (25), Amerikaans acteur
- 2009 - Hortense Calisher (97), Amerikaans schrijfster
- 2009 - Sonja Prins (96), Nederlands dichter
- 2009 - Said Seyam (49), Palestijns minister
- 2009 - Tapan Sinha (84), Indisch filmregisseur
- 2011 - Nat Lofthouse (85), Engels voetballer
- 2011 - Susannah York (72), Brits actrice
- 2012 - Rik Van Aerschot (83), Belgisch wetenschapper
- 2012 - Manuel Fraga (89), Spaans politicus
- 2012 - Hulett Smith (93), Amerikaans politicus
- 2012 - Homai Vyarawalla (98), Indiaas eerste vrouwelijke fotojournalist
- 2013 - Nagisa Oshima (80), Japans filmregisseur
- 2013 - John Thomas (71), Amerikaans atleet
- 2014 - John Dobson (98), Amerikaans astronoom
- 2015 - Ethel Lang (114), Brits supereeuwelinge
- 2016 - Dan Haggerty (74), Amerikaans acteur
- 2017 - Miel Dekeyser (84), Belgisch journalist
- 2017 - Thandi Klaasen (86), Zuid-Afrikaans jazzzangeres
- 2017 - Jimmy Snuka (73), Fijisch worstelaar en acteur
- 2017 - Greg Trooper (61), Amerikaans musicus
- 2017 - Jean-Luc Vernal (72), Belgisch stripauteur en hoofdredacteur
- 2018 - Bert Dijkhuizen (57), Nederlands documentairemaker en gemeenteraadslid
- 2018 - Edwin Hawkins (74), Amerikaans gospelcomponist en -producent
- 2018 - Karl-Heinz Kunde (80), Duits wielrenner
- 2018 - Dolores O'Riordan (46), Iers zangeres
- 2018 - Rody Rijnders (76), Nederlands roeier
- 2019 - Carol Channing (97), Amerikaans actrice
- 2019 - Ida Kleijnen (82), Nederlands chef-kok
- 2019 - Klaas van Middelkoop (101), Nederlands verzetsstrijder
- 2020 - Pam Cornelissen (86), Nederlands politicus
- 2020 - Rocky Johnson (75), Canadees worstelaar
- 2020 - Christopher Tolkien (95), Brits schrijver
- 2022 - Jan Theelen (83), Nederlands producer, muzikant en arrangeur
- 2023 - Piet van Heusden (93), Nederlands wielrenner
- 2023 - Andrew Jones (39), Brits filmregisseur, scenarioschrijver, editor en filmproducent
- 2023 - Jan Krol (60), Nederlands acteur
- 2023 - Fons Panis (90), Nederlands burgemeester
- 2023 - Dilip Sardjoe (73), Surinaams ondernemer
- 2024 - Jorge Griffa (88), Argentijns voetballer
- 2024 - Vladimir Koloskov (68), Russisch basketbalcoach
- 2025 - David Lynch (78), Amerikaans televisie- en filmregisseur, acteur en kunstschilder
- 2025 - Ebrahim Nabavi (66), Iraans schrijver, journalist en satiricus
- 2025 - Willy Neven (76), Belgisch burgemeester
- 2025 - Linda Nolan (65), Iers zangeres, actrice en televisiepersoonlijkheid

## Viering/herdenking
- Rooms-katholieke kalender:
  - Maagd der Armen (1933)
  - Heilige Arnold Janssen († 1909) - Gedachtenis in het Bisdom Roermond
  - Heilige Macarius van Egypte († c. 390)
  - Heilige Maurus en Placidus († 584)
  - Heilige Emebertus van Arras († c. 715)
  - Zalige Pierre de Castelnau († 1208)
- Oosters-Orthodoxe kalender:
  - Heilige Paul(us) van Thebe (de Heremiet) († 341)

## Weerextremen

### Nederland
| | Officiële records | Officiële records | Officiële records |      | Landelijke records | Landelijke records | Landelijke records               |
| Gebeurtenis | Jaar              | Extreem           | Locatie           | Jaar | Extreem            | Locatie            |                                  |
| --- | ----------------- | ----------------- | ----------------- | ---- | ------------------ | ------------------ | -------------------------------- |
| Laagste etmaalgemiddelde temperatuur (°C) | 1985              | −10,1             | De Bilt           |      | 1987               | −12,0              | Maastricht                       |
| Hoogste etmaalgemiddelde temperatuur (°C) | 1975              | 11,3              | De Bilt           |      | 1975               | 12,4               | Eindhoven, Maastricht, Rotterdam |
| Laagste minimumtemperatuur (°C) | 1987              | −12,1             | De Bilt           |      | 1963               | −16,0              | Eelde                            |
| Hoogste minimumtemperatuur (°C) | 1975              | 9,2               | De Bilt           |      | 1975               | 10,6               | Maastricht                       |
| Laagste maximumtemperatuur (°C) | 1985              | −8,2              | De Bilt           |      | 1985, 1987         | −9,6               | Maastricht                       |
| Hoogste maximumtemperatuur (°C) | 1975              | 13,1              | De Bilt           |      | 1975               | 15,1               | Eindhoven                        |
| Hoogste uurgemiddelde windsnelheid (m/s) | 1938              | 16,5              | De Bilt           |      | 1984               | 23,1               | Huibertgat                       |
| Hoogste windstoot (m/s) | 1954              | 29,8              | De Bilt           |      | 1984               | 31,4               | Huibertgat                       |
| Langste zonneschijnduur (uur) | 1991              | 7,9               | De Bilt           |      | 1991               | 7,9                | De Bilt                          |
| Langste neerslagduur (uur) | 2002              | 11,5              | De Bilt           |      | 2002               | 16,6               | Leeuwarden                       |
| Hoogste etmaalsom van de neerslag (mm) | 1918              | 20,6              | De Bilt           |      | 2016               | 26,8               | Vlissingen                       |
| Laagste etmaalgemiddelde relatieve vochtigheid (%) | 1991              | 45                | De Bilt           |      | 1991               | 41                 | Soesterberg                      |
| Laagste uurwaarde luchtdruk op zeeniveau (hPa) | 1969              | 981,2             | De Bilt           |      | 1981               | 977,9              | Eelde                            |
| Hoogste uurwaarde luchtdruk op zeeniveau (hPa) | 1946              | 1046,6            | De Bilt           |      | 1946               | 1047,1             | Eelde                            |
| Officiële records worden altijd gemeten op het KNMI-weerstation in De Bilt. Landelijke records kunnen worden gemeten op elk officieel KNMI-weerstation in Nederland. |                   |                   |                   |      |                    |                    |                                  |

Uitzonderlijke gebeurtenissen
- 1960 - Officieel laagste minimumtemperatuur in °C van het jaar gemeten in De Bilt: −9,4
- 1975 - Eerste landelijke zachte dag van het jaar gemeten in Eindhoven (maximumtemperatuur ≥ 15 °C op een officieel weerstation)
- 1991 - Officieel maandrecord laagste etmaalgemiddelde relatieve vochtigheid in % van januari gemeten in De Bilt: 45
- 1991 - Landelijk maandrecord laagste etmaalgemiddelde relatieve vochtigheid in % van januari gemeten in Soesterberg: 41. Samen met 3 januari 1908
- 2023 - Officieel hoogste uurgemiddelde windsnelheid in m/s van januari dit jaar gemeten in De Bilt: 10,0. Samen met 12 januari
- 2023 - Landelijk hoogste uurgemiddelde windsnelheid in m/s van januari dit jaar gemeten in Vlieland: 20,0. Samen met 12 januari
- 2023 - Landelijk hoogste windstoot in m/s van januari dit jaar gemeten in Vlieland: 27,0

### België
Dagrecords
- 1881 - Laagste etmaalgemiddelde temperatuur −13,5 °C
- 1975 - Hoogste etmaalgemiddelde temperatuur 11,1 °C
- 1881 - Laagste minimumtemperatuur −17 °C
- 1939 en 1975 - Hoogste maximumtemperatuur 14 °C
- 1918 - Hoogste etmaalsom van de neerslag 37,2 mm. Dit is de natste dag ooit in de maand januari.

Uitzonderlijke gebeurtenissen
- 1963 - De Noordzee bevriest gedurende meerdere dagen en er wordt zelfs een kleine ijsbank gevormd.
- 1975 - Maximumtemperatuur tot 15,1 °C in Leopoldsburg.
- 1982 - Minimumtemperatuur in Chièvres: −21,4 °C.

<< · 1 · 2 · 3 · 4 · 5 · 6 · 7 · 8 · 9 · 10 · 11 · 12 · 13 · 14 · 15 · 16 · 17 · 18 · 19 · 20 · 21 · 22 · 23 · 24 · 25 · 26 · 27 · 28 · 29 · 30 · 31 · >>